# Ed Stelmach
Pour les articles homonymes, voir Stelmach.
Edward Michael "Ed" Stelmach, né le 11 mai 1951 à Lamont (Alberta), est Premier ministre de l'Alberta de 2006 à 2011. Il fut élu chef de l'Association progressiste-conservateur de l'Alberta le 3 décembre 2006. Il a été un député à l'Assemblée législative de l'Alberta, représentant la circonscription de Fort Saskatchewan-Vegreville.

## Biographie
Le grand-père de Stelmach, Nicholas, immigre en Alberta depuis l'Ukraine avec sa femme, Theodora Kuchera, et s'installe au sud d'Andrew (Alberta) en 1898. Cadet d'une famille de cinq enfants, Ed Stelmach grandit sur la ferme familiale.
Stelmach fait ses études à l'Université de l'Alberta, puis travaille dans la vente au détail pendant 11 ans avant de revenir à la ferme familiale. Il y élève ses quatre enfants et y habite toujours avec son épouse Marie Warshawski.

### Carrière politique
Stelmach est élu à l'Assemblée législative pour la première fois lors de l'élection générale de 1993 dans Fort Saskatchewan-Vegreville. Stelmach sert à titre de whip adjoint et puis whip en chef du gouvernement ; il a été président de la Alberta Agricultural Research Institute et membre du Comité permanent sur les services communautaires et la restructuration de la santé. Il a également travaillé au sein du Conseil du trésor, du Comité des agendas et des priorités et du Comité permanent de l'agriculture et du développement rural.
Stelmach est réélu lors de l'élection de 1997. Il fait ensuite son entrée au conseil des ministres, occupant le poste de ministre de l'Agriculture, de l'alimentation et du développement rural jusqu'en 1999. Il est ensuite ministre des Infrastructures et ministre du Transport avant de devenir ministre des Relations intergouvernementales en 2004.
Stelmach est le premier membre du conseil des ministres à démissionner, conformément à l'ordre du Premier ministre exigeant que tout futur candidat à la direction du parti devaient quitter le cabinet avant juin 2006. Longtemps troisième dans une course de deux mois opposant les favoris Jim Dinning et Ted Morton, Stelmach se place troisième lors du premier tour de scrutin. Toutefois, il l'emporte au deuxième tour, à la surprise générale.

#### Premier ministre

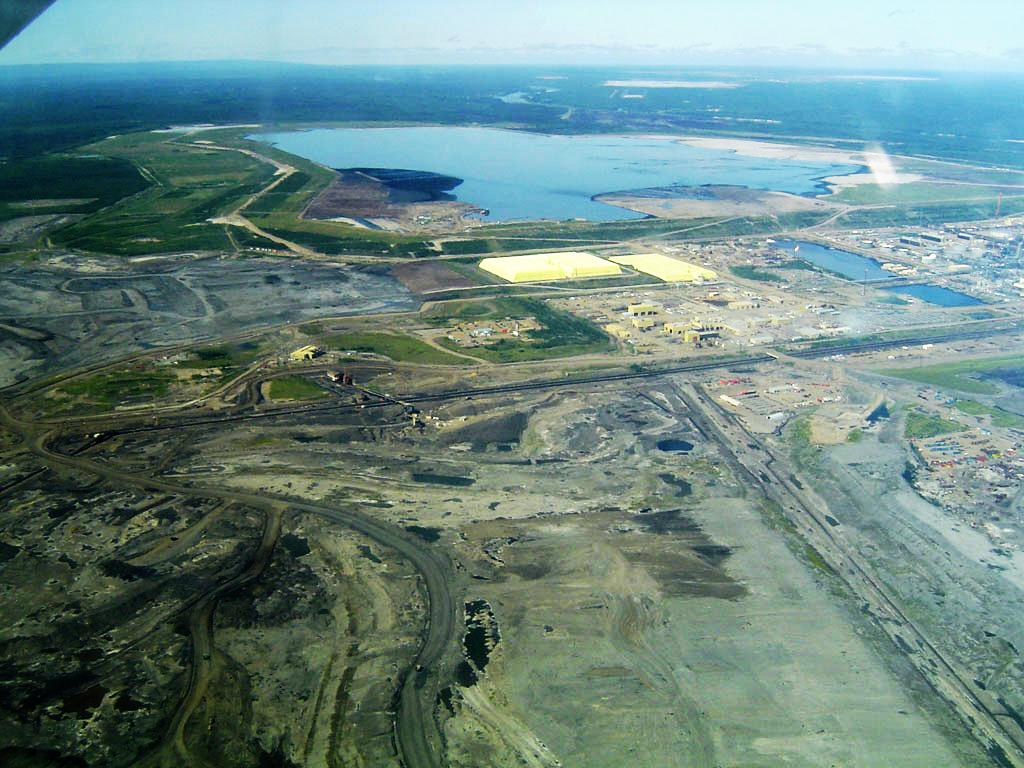
Stelmach a été un promoteur du développement des sables bitumineux de l'Athabasca.

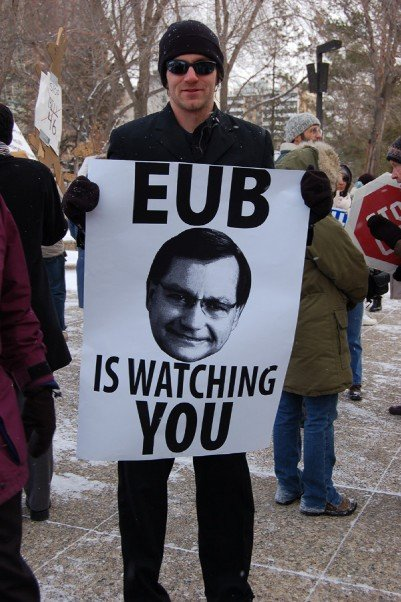
L'activiste Mike Hudema portant une photo de Stelmach avec le slogan EUB is watching you, pour protester contre le projet de loi 46.

Il devient chef du Parti progressiste-conservateur de l'Alberta et est assermenté au poste de Premier ministre de l'Alberta le 14 décembre 2006.
Au lendemain de son assermentation, Stelmach annonce la formation de son premier conseil des ministres. Lloyd Snelgrove, qui avait appuyé sa candidature dans la course au leadership, est nommé président du Conseil du trésor. Iris Evans, qui était ministre de la Santé sous Ralph Klein, devient ministre de l'Emploi, de l'Immigration et de l'Industrie. Pour le portefeuille prestigieux des Finances, il nomme Lyle Oberg, un candidat défait à la succession de Ralph Klein ; Ted Morton fait également partie du cabinet avec le portefeuille du Développement des ressources durables.

#### Démission
Le 25 janvier 2011, Stelmach annonce qu'il ne sollicitera pas un autre mandat aux prochaines élections; il promet une course à la direction de l'association progressiste-conservateur avant la prochaine élection. Le 7 octobre 2011, il démissionne et est remplacé par une femme, Alison Redford, élue cinq jours plus tôt à la tête des Progressistes-conservateurs de l'Alberta.